# フォーカス・オン・ザ・ファミリー

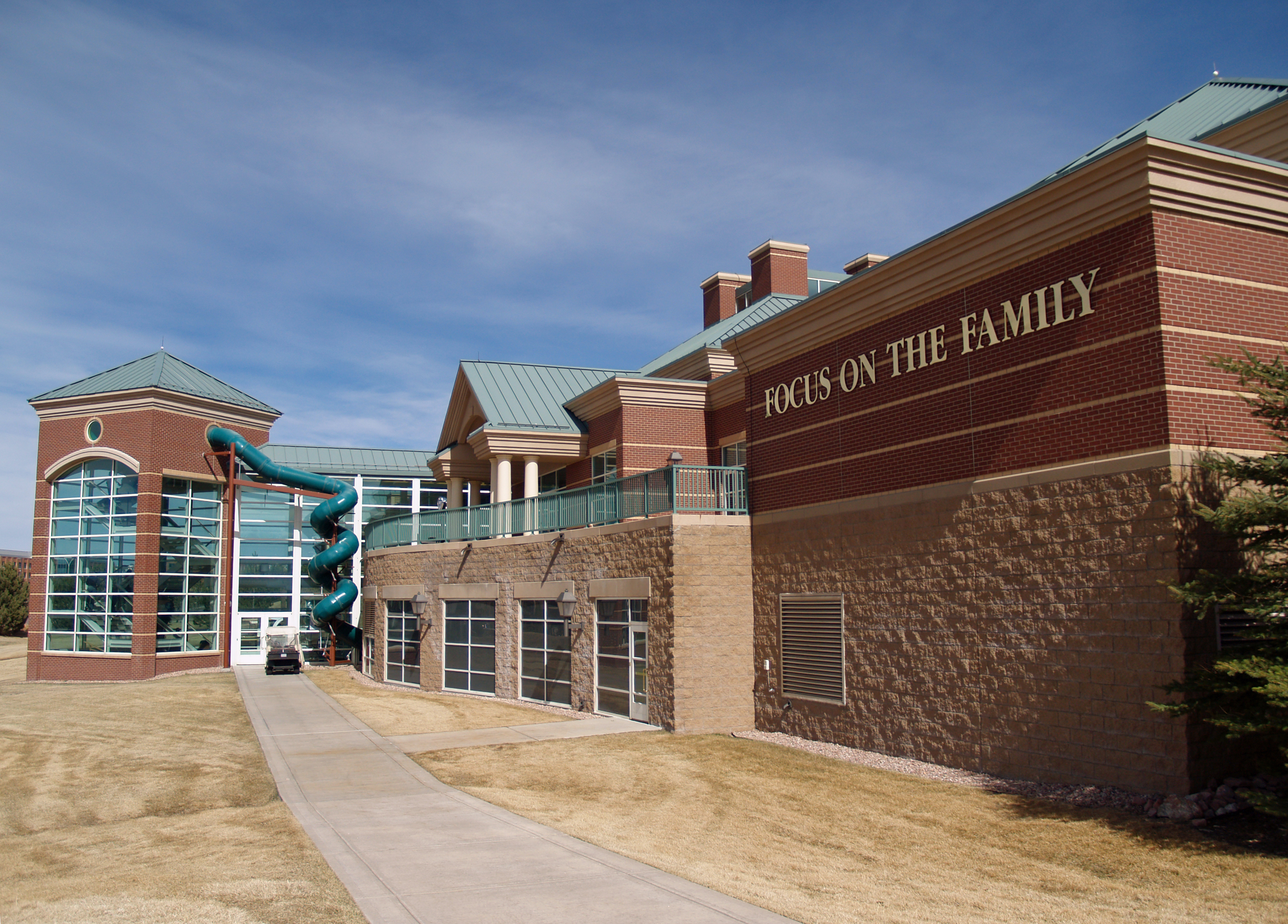
コロラドスプリングスのウェルカム・センター

フォーカス・オン・ザ・ファミリー（英: Focus on the Family）は1977年にジェームズ・ドブソンによって創始されたアメリカ合衆国の福音派プロテスタント最大級のパラチャーチ団体の一つである。
日本では1996年にファミリー・フォーカス・ジャパンとして設立され、2006年にファミリー・フォーラム・ジャパンと改称している。